# Hartmann von Richthofen

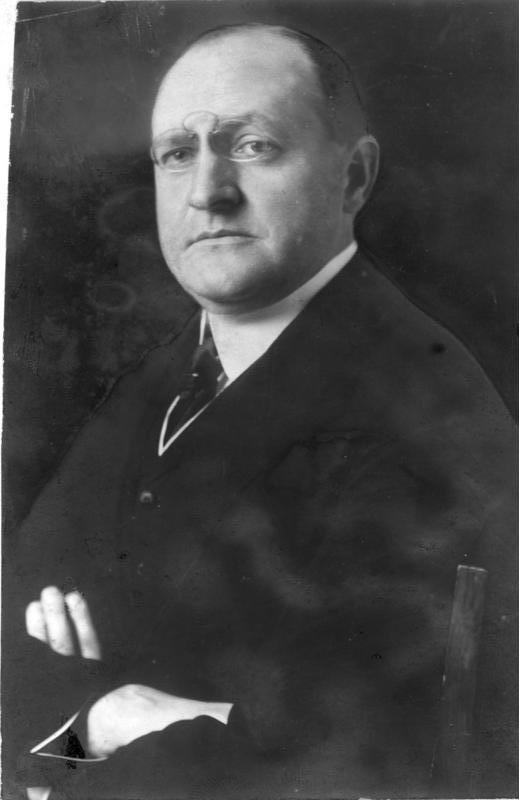
Hartmann von Richthofen (1919)

Hartmann Oswald Heinrich Ferdinand Freiherr von Richthofen (* 20. Juli 1878 in Berlin; † 27. März 1953 ebenda) war ein deutscher Diplomat, Bankier und liberaler Politiker.

## Leben
Von Richthofen war Sohn von Oswald von Richthofen, Staatssekretär im Auswärtigen Amt. Als Erbe seines Vaters wurde von Richthofen Besitzer des Gutes Gothard bei Rotenburg in der Provinz Hannover.
Von Richthofen studierte nach dem Abitur 1896 Rechtswissenschaften in Freiburg im Breisgau, Leipzig und Straßburg. Nach der Ablegung der ersten juristischen Staatsprüfung war von Richthofen Referendar in Potsdam, Rüdesheim am Rhein und Frankfurt am Main. Im Jahr 1902 trat er in den auswärtigen Dienst ein.
Zunächst war er Attaché der preußischen Gesandtschaft beim Heiligen Stuhl. Im Jahr 1903 wurde er zum Kammerjunker ernannt. Seit 1903/04 war er deutscher Geschäftsträger in Kairo, später in Kopenhagen, St. Petersburg, Teheran, Washington und Mexiko-Stadt. Im Jahr 1911 trat von Richthofen im Range eines Legationsrates aus dem auswärtigen Dienst aus.

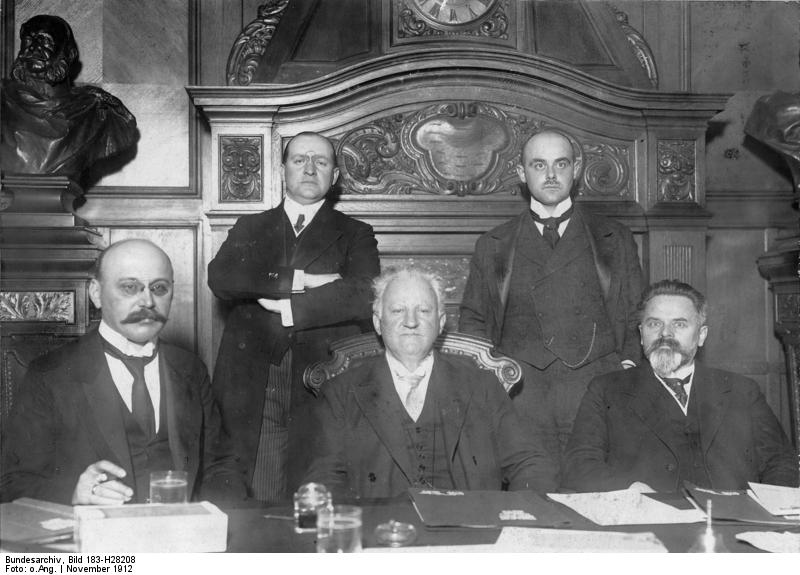
Hartmann von Richthofen (Zweiter von links) im Präsidium des Hansa-Bundes bei einer Tagung im November 1912 in Berlin. Außerdem von links: Franz Heinrich Witthoefft, Jakob Riesser, Kurt von Kleefeld, Albert Hirth

Von 1912 bis 1914 war von Richthofen Geschäftsführer des Hansabundes für Handel, Gewerbe und Industrie. Zwischen 1912 und 1918 war er zudem Mitglied des Reichstages für die nationalliberale Partei sowie von 1915 bis 1918 Mitglied des Preußischen Abgeordnetenhauses.
Während des Ersten Weltkrieges war er Intendandurrat beim XVI. Armeekorps. Seit 1917 war von Richthofen Abteilungschef im Waffen- und Munitionsbeschaffungsamt im Kriegsministerium.
Nach der Novemberrevolution war von Richthofen einer der Mitbegründer der Deutschen Demokratischen Partei. Er gehörte zu denjenigen, die innerhalb der Nationalliberalen Partei darauf drängten, sich mit den Linksliberalen zu vereinigen. Er war neben Max Weber, Friedrich Naumann und Ernst Remmers im Dezember 1918 einer der Unterzeichner des Gründungsaufrufs der Partei. Für diese gehörte er zwischen 1919 und 1920 der Weimarer Nationalversammlung an. Daneben war er 1919 bis 1921 sowohl Mitglied der preußischen verfassungsgebenden Landesversammlung wie auch von 1919 bis 1920 der verfassungsgebenden Landesversammlung von Mecklenburg-Schwerin. Er gehörte auch dem Reichstag der Weimarer Republik in der zweiten und dritten Wahlperiode an.
Neben seiner politischen Tätigkeit war von Richthofen seit 1921 auch als Bankier tätig: Er trat als persönlich haftender Gesellschafter bei der neugegründeten Hamburger Handels-Bank KGaA ein. Seit 1938 übernahm er zeitweise die Verwaltung des von der Arisierung bedrohten Wiener Bankhauses Reitzes, weil von Richthofen dem Eigentümer als Gegner der Nationalsozialisten bekannt war und er sich von dem berühmten Familiennamen Schutz versprach. Allerdings arbeitete von Richthofen während der Zeit des Nationalsozialismus wegen seiner gesellschaftlichen Beziehungen auch für Friedrich Flick. Seit etwa 1943 war er Aufsichtsratsvorsitzender der Hermann C. Starck AG in Berlin.
Neben Politik und Wirtschaft war von Richthofen auch als Autor und Publizist tätig. Er verfasste biographische Schauspiele über Karl August von Hardenberg und Mirabeau. Hinzu kam ein Drama mit Titel „Rhodesia. Dramatische Episoden in fünf Bildern.“ Richthofen war von März bis Oktober 1928 Ko-Herausgeber der linksliberalen, DDP-nahen Wochenschrift Deutsche Einheit. Er war zwischen 1929 und 1931 Herausgeber der Zeitschrift Jahrbuch für auswärtige Politik, internationale Wirtschaft und Kultur, Weltverkehr und Völkerrecht.
Nach der Gründung der Bundesrepublik Deutschland kam das von der Bundesregierung dementierte Gerücht auf, von Richthofen wäre ein geheimer Verbindungsmann zwischen Theodor Heuss und dem stellvertretenden Ministerpräsidenten der DDR Otto Nuschke.